# Kraj Vysočina
| Kraj Vysočina Region Hochland                            | Kraj Vysočina Region Hochland             |
| -------------------------------------------------------- | ----------------------------------------- |
| Wappen                                                   | Flagge                                    |
| Karte                                                    |                                           |
| Lage von Kraj Vysočina in Tschechien (anklickbare Karte) |                                           |
| Basisdaten                                               |                                           |
| Historisches Land:                                       | Mähren + Böhmen                           |
| Verwaltungssitz:                                         | Jihlava                                   |
| Größte Stadt:                                            | Jihlava                                   |
| ISO 3166-2:                                              | CZ-63                                     |
| Einwohner:                                               | 514.777 (1. Januar 2023)                  |
| Bevölkerungsdichte:                                      | 75 Einwohner/km²                          |
| Kfz-Kennzeichen:                                         | J                                         |
| Geografie                                                |                                           |
| Fläche:                                                  | 6.796 km²                                 |
| Ausdehnung:                                              | Nord-Süd: 34 – 97 km West-Ost: bis 107 km |
| Höchster Punkt:                                          | 837 m n.m.                                |
| Tiefster Punkt:                                          | 253 m n.m.                                |
| Verwaltungsgliederung                                    |                                           |
| Bezirke:                                                 | 5                                         |
| Gemeinden:                                               | 704                                       |
|                                                          |                                           |
| Verwaltung                                               |                                           |
| Hejtman:                                                 | Vítězslav Schrek                          |
| Website:                                                 | http://www.kr-vysocina.cz/                |

Der Kraj Vysočina (deutsch Region Hochland) ist eine der 14 Regionen Tschechiens. Bis 2001 hieß die Region noch Jihlavsky (Iglauer) Kraj, danach bis 2011 nur Vysočina (ohne Kraj). Der Westen der Region ist historisch ein Teil von Böhmen, der Osten (der größte Teil des Krajs) liegt in Mähren. Verwaltungssitz ist Jihlava (Iglau). Das Gebiet der Region bilden die Bezirke Jihlava, Havlíčkův Brod, Pelhřimov, Třebíč und Žďár nad Sázavou. In der Region gibt es 704 Gemeinden mit einer durchschnittlichen Einwohnerzahl von 725 Personen, davon 33 Städte. Den größten Teil bilden Gemeinden bis 500 Einwohner.

## Landschaft
Die Region nimmt mit einer Fläche von 6.796 km² (bis zum 31. Dezember 2005 waren es 6.925 km²) eine zentrale Lage in Tschechien ein. Sie grenzt an die Regionen Südböhmen, Mittelböhmen, Pardubitz und Südmähren. Die Kraj Vysočina ist dünn besiedelt und liegt durchschnittlich höher als andere Kreise. Die dünne Besiedlung in kleinen Orten führt oft zur Abwanderung vor allem junger Menschen in die Städte. Den größten Teil der Fläche füllt die Böhmisch-Mährische Höhe aus. Der höchste Punkt ist der Javořice (Jaborschützberg) mit 837 m ü. M., der niedrigste die Talsperre Švihov mit 253 m ü. M. Der Berg Melechov bei Havlíčkův Brod (Deutschbrod) wird in einigen Quellen als der geografische Mittelpunkt Europas bezeichnet. Die Wasser- und Luftverschmutzung in der Region ist gering. Sie gilt als Wasserreservoir für umliegende Regionen. In der Region Hochland wurden zwei großflächige Naturschutzgebiete ausgerufen, Žďárské vrchy (deutsch: Saarer Berge) und Železné hory (Eisengebirge).

## Wirtschaft
94.000 Unternehmen bedeuten den vorletzten Platz in der Rangliste Tschechiens. Die meisten siedelten sich im ehemaligen Okres Třebíč (21.788) an (Stand: Ende 2005). Beim Bruttoinlandsprodukt belegt die Region mit einem Anteil von 4 % ebenfalls den vorletzten Platz. Der monatliche Bruttolohn beträgt 18.069 Kč und gehört damit zu den niedrigsten Tschechiens. Die Arbeitslosigkeit betrug zum 31. März 2017 etwa 4,48 %. Die Landwirtschaft spielt traditionell weiterhin eine bedeutende Rolle. Im relativ kühlen Klima gedeihen Kartoffeln und Ölpflanzen, hinzu kommt Viehzucht. Industrieunternehmen setzten 2003 80 Milliarden Kronen um, ein Zuwachs gegenüber 2001 um 5,7 %. Den größten Anteil bilden Maschinenbaubetriebe, Metallverarbeitung, Textilindustrie, Holzverarbeitung und Nahrungsmittelindustrie. Bei Dolní Rožínka befindet sich das einzige noch in Betrieb befindliche Uranbergwerk des Landes.

## Demographie
Zum 1. Januar 2017 lebten in der Region 508.952 Einwohner, davon 50,3 % Frauen. Die Geburtenrate war 2006 steigend, genauso wie die Anzahl der Scheidungen, während weniger Menschen heirateten.

## Statistische Kennzahlen
| Okres            | Fläche in km² | Einwohner1) | Durchschnitts- alter1) | Gemeinden |
| ---------------- | ------------- | ----------- | ---------------------- | --------- |
| Havlíčkův Brod   | 1.265         | 94.579      | 42,7                   | 120       |
| Jihlava          | 1.180         | 112.649     | 41,8                   | 121       |
| Pelhřimov        | 1.290         | 71.977      | 43,3                   | 120       |
| Třebíč           | 1.518         | 111.651     | 42,5                   | 173       |
| Žďár nad Sázavou | 1.672         | 118.096     | 41,9                   | 195       |

1)am 1. Januar 2017
- Anteil am Bruttoinlandsprodukt (2006): 4,2 %,
- Arbeitslosenquote (2017): 4,48 %

## Verkehrsinfrastruktur
Durch die Region führt die wichtige europäische Autobahn D1/E50/E65 (Berlin-Prag-Brünn-Wien/Bratislava-Budapest). Schlecht ist jedoch die Anbindung Nord-Süd.

## Bildung und Gesundheitswesen
Für die Bildung sorgen 276 Kindergärten, 251 Grundschulen, 31 Berufsschulen, 39 Fachgymnasien, 18 Gymnasien, 14 Einrichtungen postsekundärer Bildung sowie 2 Hochschulen. In der Region wirken 1684 Ärzte. Zu den Gesundheitseinrichtungen zählen 11 Krankenhäuser mit 2866 Betten. (Stand 2005)

## Sehenswürdigkeiten und Erholung
In der Region finden jährlich einige international besetzte kulturelle Veranstaltungen statt:
- Begegnung internationaler Chöre in Iglau Jihlava
- Europäische Begegnung von Folkloregruppen in Telč
- Internationales Festival der Dokumentarfilme in Iglau Jihlava

Gute Schneeverhältnisse gibt es in den Žďárské vrchy und Svratecká hornatina. Wassersport und Bademöglichkeiten bestehen am Velké Dářko.
In der Region befinden sich drei UNESCO-Weltkulturerbe:
- Der historische Stadtkern von Telč, eine der schönsten Altstädte
- Die Wallfahrtskirche Zelená Hora aus dem 13. Jh. bei Žďár nad Sázavou mit ihrer barocken Gotik
- Das Judenviertel und die Basilika des Hl. Prokop in Třebíč

## Größte Städte
| Stadt                    | Einwohner |
| ------------------------ | --------- |
| Jihlava                  | 50.559    |
| Třebíč                   | 36.330    |
| Havlíčkův Brod           | 23.145    |
| Žďár nad Sázavou         | 21.160    |
| Pelhřimov                | 16.044    |
| Velké Meziříčí           | 11.593    |
| Humpolec                 | 10.850    |
| Nové Město na Moravě     | 10.110    |
| Chotěboř                 | 9.343     |
| Bystřice nad Pernštejnem | 8.202     |
| Moravské Budějovice      | 7.441     |
| Světlá nad Sázavou       | 6.637     |
| Třešť                    | 5.793     |
| Telč                     | 5.410     |
| Ledeč nad Sázavou        | 5.151     |
| Polná                    | 5.134     |
| Náměšť nad Oslavou       | 4.871     |
| Pacov                    | 4.871     |

## Politik
Landeshauptmann (Hejtman) der Region ist seit 2008 der parteilose, für die sozialdemokratische ČSSD kandidierende Arzt Jiří Běhounek. Er ist der dritte Hejtman nach dem Christdemokraten František Dohnal (KDU-ČSL) (2000–2004) und Miloš Vystrčil von der (ODS) (2004–2008).
Bei den letzten Wahlen des Regionsparlamentes 2016 wurde die ČSSD mit 19,37 % stärkste politische Kraft und erhielt 11 der 45 Sitze. 9 Mandate entfielen auf die zweitstärkste Kraft ANO (17,04 %), 7 auf die KDU-ČSL (13,41 %), 6 auf die kommunistische KSČM (11,4 %) sowie 5 auf die ODS (9,1 %). Die regionale Wählergruppierung „Pro Vysočinu“ (Für Hochland) erhielt 6,84 % und 4 Mandate. Die verbleibenden 3 Mandate erhielten SPO + SPD (6,4 %). Die restlichen Stimmen wurden für Parteien abgegeben, die an der Sperrklausel von 5 % scheiterten. Die Wahlbeteiligung lag bei 37,34 %.
Der aus 9 Personen bestehende Regionsrat setzt sich aus 5 Mitgliedern der ČSSD, 2 Mitgliedern von ANO und je 1 Mitglied von ODS sowie Starostové zusammen.